# Баст-Хайхи
Баст-Хайхи (чечен. БӀаьст-Хьаьвхьа, БIаьстие хьевхьие) — покинутый аул в Галанчожском районе Чеченской Республики.

## География
Расположен на правом берегу реки Аргун, к юге от районного центра Галанчож.
Ближайшие развалины бывших аулов: на северо-востоке — бывшие аулы Шунда, Басхой и Беки, на северо-западе — бывший аул Басты, на юго-востоке — бывший аул Цекалой, на юго-западе — бывший аул Пуога.

## Этимология
Название «БIаьстие хьевхьие» состоит из двух наименований, бӏаьстие — лопухообразная трава, хьевхьие — северный склон.